# Pocrovăț
Pocrovățul este un obiect de cult care constă într-o bucată de pânză, de formă dreptunghiulară,  de mici dimensiuni, folosită pentru acoperirea altor obiecte de cult, în religia creștină.
Termenul provine din slavonescul pokrovu, având înțelesul de „acoperământ”, de la funcția liturgică pe care o îndeplinesc. Primul dintre pocrovețe - cel a cărui temă iconografică reprezintă împărtășirea apostolilor cu agneț - acoperă discul, copia și steluța; cel de al doilea, reprezentând împărtășirea apostolilor cu vin, se așează peste potir și linguriță, iar aerul - cunoscut și sub numele de „pocrovățul mare” - se așterne peste toate la un loc. 

## Vezi și
- Epitaf
- Aer